# Johann Samuel Drese

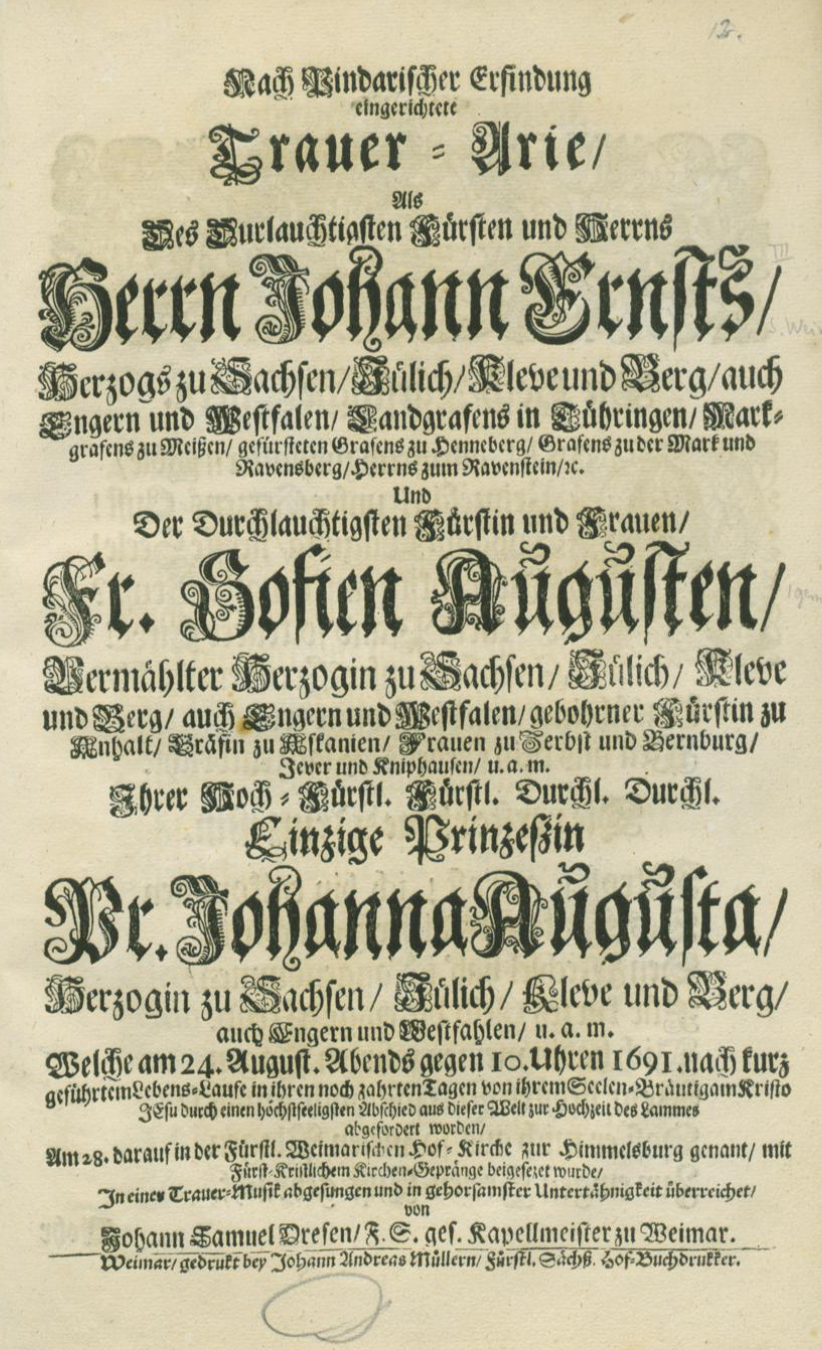
Portada del aria fúnebre para Johanna Augusta von Sachsen-Weimar escrita por Drese (1691).

Johann Samuel Drese (Weimar, 1644 – 1 de diciembre de 1716) fue un compositor, maestro de capilla y organista alemán del Barroco.

## Vida
Nació en Weimar en 1644. Era primo de Adam Drese, de quien aprendió inicialmente su oficio. Estudió además composición con mucho provecho. Más tarde fue nombrado organista de la corte de Jena, puesto que ostentó hasta la muerte del duque Bernardo II de Sajonia-Jena en 1678. 
Posteriormente consiguió un puesto en la corte de Weimar, que le llevó a ser nombrado Hofkapellmeister en 1683. Fue director musical cuando Johann Sebastian Bach era organista y concertino en la corte de Weimar desde 1708 hasta 1717. Antes de Bach, Georg Christoph Strattner le ayudó como Vice-Kapellmeister desde 1695 hasta 1704. Desde su nombramiento como concertino en 1714, Bach debía componer e interpretar una cantata cada cuatro semanas para aliviar al enfermo Drese. El nombramiento de Bach estipulaba que:

«... en ausencia del actual director Johann Samuel Drese, o si éste no podía salir debido a su conocida dolencia física, debía dirigir toda la orquesta en cualquier momento, y en tales casos celebrar el ensayo habitual en la casa de dicho Dresens, así como interpretar una pieza de su propia composición bajo su dirección cada cuarto domingo en la iglesia del castillo principesco, y también cantar el tenor en cualquier momento, tanto si dirigía como si no...»

Los honorarios de Bach eran superiores a los de Drese, a pesar de ostentar un cargo inferior. Bach recibía 250 florines y Drese solamente 200.
Estaba casado con una mujer de Weimar desde 1671. Su hijo Johann Wilhelm Drese (bautizado en Jena el 8 de julio de 1677; fallecido en Erfurt el 25 de junio de 1745), que era vicemaestro de capilla desde 1704, fue también compositor y sucedió a su padre como director musical de la corte cuando éste murió el 1 de diciembre de 1716.
Después de que el puesto de director musical de la corte fuera otorgado a Johann Wilhelm Drese, Bach, que había aspirado durante mucho tiempo a este puesto, se sintió muy contrariado por la decisión. Por ello, sin el permiso del duque Guillermo Ernesto de Sajonia-Weimar, aceptó una oferta del príncipe Leopold de Köthen para ir a Köthen como director musical de la corte en agosto de 1717, y abandonó Weimar deshonrado en diciembre después de que el duque de Weimar lo encarcelara durante cuatro semanas como castigo.

## Obra
Drese escribió cantatas religiosas (la mayoría de cuyos textos fueron escritos por Salomon Franck), algunas óperas manuscritas y sonatas para clavecín, así como varios motetes.
- Danket Gott, ihr Menschenkinder; So wird nun abermahl dein Reich vermehret (Dad gracias a Dios, hijos de los hombres; Así que ahora tu reino se incrementará de nuevo): Música de inauguración de la Iglesia de Taupadel, 2 arias para alto y bajo continuo con sinfonía y ritornelli, 1680.[7]
- Nach Pindarischer Erfindung eingerichtete Trauer-Arie (Aria fúnebre basada en la obra de Píndaro). Weimar 1691.[8]
- Die Wiederkehrende güldne Zeit (El tiempo dorado que regresa). Weimar 1691.[9]
- Höret auf um mich zu klagen (Deja de quejarte por mí): aria fúnebre.
- Nun danket alle Gott der große Dinge tut (Ahora den todos gracias a Dios que hace grandes cosas): cantata en do mayor.
- Gott ist unser' Zuversicht (Dios es nuestra confianza): cantata en sol menor.